# Yem
Yem su etnička skupina koja živi u jugozapadnoj Etiopiji. Njihov materinji jezik je Yemsa, jedan od omotskih jezika, iako mnogi govore i oromo ili amharski. Susjedi Yema su Gurage, Hadya i Kembata na istoku preko rijeke Omo, te Jimma Oromci na jugu, sjeveru i zapadu.

## Povijest
Prva spomen Yema kao političke jedinice nalazi se pod imenom Jangero u pobjedničkoj pjesmi kralja Yesaqa (1412. – 1427.) Kršćanskog kraljevstva Etiopije, kao odavanje počasti kralju konjIma. Prvi europski putnik koji je spomenuo Yeme bio je europski putnik otac Fernandez, koji je putovao njihovom domovinom 1614. godine.

## Stanovništvo
Njihov broj donedavno nije bio definitivno poznat. Aklilu Yilma navodi "Bender daje procjenu od '1000' (Bender 1976: 4), dok Ethnologue navodi brojku od "1000 – 4000 govornika jezika Yemsa" (Grimes 1992: 257 ). Izvještaj Središnjeg zavoda za statistiku navodi podatke o stanovništvu s popisa iz 1984. godine i daje 34.951 Yema (Središnji zavod za statistiku 1991: 61), ali čini se da ovaj popis obuhvaća samo područje Fofe." Na nacionalnom popisu stanovništva 1994.  se 60.811 ljudi identificiralo kao Yem u Regija Južnih naroda, narodnosti i etničkih grupa (RJNNEG), od kojih je 59.581 živjelo u okolici Fofe, a 52.292 govornika jezika Yemsa u RJNNEG-u, od kojih je 51.264 živjelo na istom području. Noviji nacionalni popis stanovništva iz 2007. daje 160.447 Yema, od kojih je 84.607 živjelo u regiji Oromia, a 74.906 u RJNNEG-u.

## Poveznice
- Posebna woreda Yem
- Kraljevstvo Janjero